# Marczów (przystanek kolejowy)
Marczów – przystanek osobowy, a dawniej stacja kolejowa w Marczowie na linii kolejowej nr 283 Jelenia Góra – Żagań, w województwie dolnośląskim.
W roku 2017 przystanek obsługiwał 0–9 pasażerów na dobę.